# Manciles
Manciles település Spanyolországban, Burgos tartományban. Manciles Isar községgel határos. Lakosainak száma 21 fő (2024).

## Népesség
A település népessége az utóbbi években az alábbiak szerint változott:
| Lakosok száma | 45   | 35   | 33   | 31   | 28   | 21   | 19   | 22   | 22   | 21   |
|               | 2001 | 2004 | 2006 | 2009 | 2011 | 2014 | 2016 | 2019 | 2021 | 2024 |